# Кантагалу-Кордейру (микрорегион)
Кантагалу-Кордейру (порт. Microrregião de Cantagalo-Cordeiro) — микрорегион в Бразилии, входит в штат Рио-де-Жанейро. Составная часть мезорегиона Центр штата Рио-де-Жанейро. Население составляет 	62 963	 человека (на 2010 год). Площадь — 	1268,088	 км². Плотность населения — 	49,65	 чел./км².

## Демография
Согласно сведениям, собранным в ходе переписи 2010 г. Национальным институтом географии и статистики (IBGE), население микрорегиона составляет:						
| Полное население                             | Полное население                             | Полное население                             | Полное население                             | 62 963 |
| -------------------------------------------- | -------------------------------------------- | -------------------------------------------- | -------------------------------------------- | ------ |
| в том числе:                                 | Городское население                          | 51 947                                       | Процент городского населения, %              | 82,50  |
|                                              | Сельское население                           | 11 016                                       | Процент сельского населения, %               | 17,50  |
|                                              | Мужское население                            | 30 740                                       | Процент мужского населения, %                | 48,82  |
|                                              | Женское население                            | 32 223                                       | Процент женского населения, %                | 51,18  |
| Плотность населения, чел/км²                 | Плотность населения, чел/км²                 | Плотность населения, чел/км²                 | Плотность населения, чел/км²                 | 49,65  |
| Население микрорегиона в % к населению штата | Население микрорегиона в % к населению штата | Население микрорегиона в % к населению штата | Население микрорегиона в % к населению штата | 0,39   |

## Статистика
- Валовой внутренний продукт на 2003 год составляет 711 416 683,00 реалов (данные: Бразильский институт географии и статистики).
- Валовой внутренний продукт на душу населения на 2003 год составляет 11 859,94 реалов (данные: Бразильский институт географии и статистики).

## Состав микрорегиона
В составе микрорегиона включены следующие муниципалитеты:
1. Кантагалу
2. Карму
3. Кордейру
4. Макуку